# Pseudochirops coronatus
Il coda ad anello coronato (Pseudochirops coronatus Thomas, 1897) è un marsupiale arboricolo della famiglia degli Pseudocheiridi.

## Descrizione
Il coda ad anello coronato ha una lunghezza testa-corpo di circa 34 cm e una coda di circa 31 cm. Il peso si aggira sui 1500 g. Nell'aspetto ricorda moltissimo il coda ad anello di d'Albertis (P. albertisii), del quale era in passato considerato una sottospecie, ma è ricoperto da una pelliccia costituita da peli molto più lunghi (che sul dorso possono raggiungere i 30–35 mm). Presenta inoltre una colorazione dai toni più intensi e virati sul rame, mani, piedi e coda di colore nero lucido anziché marroni, e una linea dorsale che si estende fin sulla sommità della testa, dove si divide in tre strisce formando una sorta di croce. Sulle regioni inferiori, al posto di una macchia mediana di colore bianco dai contorni ben delineati, presenta una colorazione più chiara non ben definita, pesantemente soffusa da peli di color bruno-fulvo.
Tuttavia, le maggiori differenze si riscontrano a livello della struttura del cranio: infatti in P. coronatus la parte posteriore delle ossa nasali e la regione interorbitale subito dietro di esse sono molto più strette che in P. albertisii.

## Biologia
Le abitudini della specie, nota unicamente a partire da appena tre esemplari adulti e da pochi crani conservati come trofeo dai locali, sono del tutto sconosciute.

## Distribuzione e habitat
Questa specie è presente unicamente sui monti Arfak, nella penisola di Vogelkop (Provincia di Papua Occidentale, Indonesia), ma potrebbe vivere anche in altre aree della stessa penisola. Si incontra nelle foreste pluviali tropicali ad altitudini comprese tra i 1000 e i 2250 m.

## Conservazione
Sulla Lista Rossa della IUCN il coda ad anello coronato viene classificato come «vulnerabile» (Vulnerable). È minacciato dai locali, che gli danno la caccia per scopi alimentari, nonché dalla rarefazione delle foreste in cui vive.